# Canton de Plestin-les-Grèves
Le canton de Plestin-les-Grèves est une circonscription électorale française située dans le département des Côtes-d'Armor et la région Bretagne.

## Histoire
Le canton de Plestin-les-Grèves a été créé au XIXe siècle.
Un nouveau découpage territorial des Côtes-d'Armor entre en vigueur à l'occasion des élections départementales de mars 2015, défini par le décret du 13 février 2014, en application des lois du 17 mai 2013 (loi organique 2013-402 et loi 2013-403). Les conseillers départementaux sont, à compter de ces élections, élus au scrutin majoritaire binominal mixte. Les électeurs de chaque canton élisent au Conseil départemental, nouvelle appellation du Conseil général, deux membres de sexe différent, qui se présentent en binôme de candidats. Les conseillers départementaux sont élus pour 6 ans au scrutin binominal majoritaire à deux tours, l'accès au second tour nécessitant 12,5 % des inscrits au 1er tour. En outre la totalité des conseillers départementaux est renouvelée. Ce nouveau mode de scrutin nécessite un redécoupage des cantons dont le nombre est divisé par deux avec arrondi à l'unité impaire supérieure si ce nombre n'est pas entier impair, assorti de conditions de seuils minimaux. Dans les Côtes-d'Armor, le nombre de cantons passe ainsi de 52 à 27. Le nombre de communes du canton de Plestin-les-Grèves passe de 9 à 17.
Le nouveau canton de Plestin-les-Grèves est formé de communes des anciens cantons de Plestin-les-Grèves (9 communes), de Plouaret (7 communes) et de Lannion (1 commune). Le canton est entièrement inclus dans l'arrondissement de Lannion. Le bureau centralisateur est situé à Plestin-les-Grèves.

## Représentation

### Conseillers d'arrondissement (de 1833 à 1940)
| Période                                  | Période      | Identité                           | Étiquette | Qualité |
| ---------------------------------------- | ------------ | ---------------------------------- | --------- | --- |
| 1833                                     | 1834         | Pierre Gilles Découvrant           |           | Propriétaire, maire de Ploumilliau                                                                          |
| 1834                                     | 1839         | Guillaume Quesseveur (1806-1882)   |           | Cultivateur, maire de Plufur                                                                                |
| 1839                                     | 1842         | Yves François Marie Le Bihan       |           | Notaire à Plestin-les-Grèves                                                                                |
| 1842                                     | 1845         | Pierre Marie Le Morvan (1807-1866) |           | Notaire à Ploumilliau                                                                                       |
| 1845                                     | 1848         | Yves Cotty (1791-1859)             |           | Maire de Plestin-les-Grèves (1830 à 1854)                                                                   |
|                                          |              |                                    |           | |
| av.1856                                  | 1858         | Louis Augé de Fleury (1825-1880)   |           | Propriétaire à Plestin-les-Grèves                                                                           |
| 1858                                     | 1868 (décès) | Claude Le Bourdonnec (1801-1868)   |           | Propriétaire cultivateur à Plouzelambre                                                                     |
|                                          |              |                                    |           | |
| 1871                                     |              | Jacques Rochelan                   |           | Juge de paix, propriétaire à Plestin-les-Grèves                                                             |
|                                          |              |                                    |           | |
| 1898                                     | 1912 (décès) | Amédée Le Bellec                   | Radical   | Maire de Plestin-les-Grèves (1896-1908)                                                                     |
|                                          |              |                                    |           | |
| 1922                                     | 1940         | François Le Caër                   | Radical   | Cultivateur, adjoint puis maire de Ploumilliau                                                              |
| 1940                                     |              |                                    |           | Les conseils d'arrondissement ont été suspendus par la loi du 12 octobre 1940 et n'ont jamais été réactivés |
| Les données manquantes sont à compléter. |              |                                    |           | |

### Conseillers généraux de 1833 à 2015
| Période | Période           | Identité                                 | Étiquette                | Qualité |
| ------- | ----------------- | ---------------------------------------- | ------------------------ | --- |
| 1833    | 1834 (annulation) | François-Elisabeth Decouvrant            |                          | Juge de paix du canton de Plestin Propriétaire à Tréduder                                                                                      |
| 1834    | 1842              | Pierre-Gilles Decouvrant                 |                          | Propriétaire à Plestin-les-Grèves, maire de Ploumilliau (1832-1837), conseiller d'arrondissement                                               |
| 1842    | 1852              | Yves François Marie Le Bihan (1808-1873) |                          | Notaire et propriétaire à Plestin-les-Grèves, conseiller d'arrondissement                                                                      |
| 1852    | 1861              | Paul Philippe Jayet                      |                          | Juge au Tribunal de Lannion |
| 1862    | 1895              | Charles Huon de Penanster                | Droite                   | Propriétaire du château de Kergrist Député (1871-1880) Sénateur (1886-1901) Maire de Lannion (1888-1892) Propriétaire du Petit Écho de la Mode |
| 1895    | 1913              | Raymond Le Peletier de Rosanbo           | Droite                   | Propriétaire-exploitant Député (1903-1910) Maire de Lanvellec                                                                                  |
| 1913    | 1919              | Louis Le Gall                            | Républicain Progressiste | Maire de Plestin-les-Grèves |
| 1919    | 1922 (démission)  | Yves Le Gac                              | Rad.                     | Tanneur-négociant en cuirs, conseiller municipal de Ploumilliau puis maire de Tonquédec, député (1932-1936)                                    |
| 1922    | 1940              | Louis Cornic                             | Rad.                     | Agent-voyer retraité à Plestin-les-Grèves |
|         |                   |                                          |                          | |
| 1945    | 1955              | Isidore Teurnier                         | PCF                      | Cultivateur, maire de Lanvellec (1944-1956) |
| 1955    | 1961              | François Alès                            | Centriste (ex-UDSR)      | Garagiste, maire de Plestin-les-Grèves (1953-1971)                                                                                             |
| 1961    | 1973              | André Cresseveur                         | DVD                      | Cultivateur Maire de Ploumilliau (1959-2000)                                                                                                   |
| 1973    | 1979              | Marcel Hamon                             | PCF                      | Professeur de philosophie Député (1946-1951 et 1956-1958) Maire de Plestin-les-Grèves (1971-1977), conseiller régional (1976-1979)             |
| 1979    | 1985              | Yvette Diguerher                         | PCF                      | Adjointe au maire de Plestin-les-Grèves |
| 1985    | 1992              | Roger Rioual (1924-2004)                 | PCF                      | Militaire de carrière Maire de Plestin-les-Grèves (1977-1995)                                                                                  |
| 1992    | 1998              | André Cresseveur                         | RPR                      | Ancien cultivateur Maire de Ploumilliau (1959-2000), conseiller régional                                                                       |
| 1998    | 2011              | André Lucas                              | PS                       | Entrepreneur Maire de Plestin-les-Grèves (1995-2016)                                                                                           |
| 2011    | 2015              | André Coënt                              | PS                       | Ingénieur Maire de Plouzélambre depuis 2008 |

### Conseillers départementaux depuis 2015
| Période élective | Période élective | Mandat | Mandat   | Identité              | Nuance | Nuance | Qualité                                                                                     |
| ---------------- | ---------------- | ------ | -------- | --------------------- | ------ | ------ | ------------------------------------------------------------------------------------------- |
| 2015             | 2021             | 2015   | 2021     | André Coënt           |        | PS     | Maire de Plouzélambre (depuis 2008)                                                         |
| 2015             | 2021             | 2015   | 2021     | Claudine Le Bastard   |        | PCF    | Conseillère municipale de Plouaret depuis 2014                                              |
| 2021             | 2028             | 2021   | en cours | André Coent           |        | PS     | Conseiller sortant 11ème vice-président délégué aux Infrastructures et aux Mobilités douces |
| 2021             | 2028             | 2021   | en cours | Nadine Sallou-Le Guen |        | DVG    | Conseillère municipale de Plouaret                                                          |

### Résultats détaillés

#### Élections de mars 2015
À l'issue du 1er tour des élections départementales de 2015, deux binômes sont en ballottage : André Coent et Claudine Le Bastard (Union de la Gauche, 36,74 %) et Edwige Kerboriou et Jean-François Le Gall (DVD, 25,61 %). Le taux de participation est de 59,85 % (10 010 votants sur 16 724 inscrits) contre 56,24 % au niveau départementalet 50,17 % au niveau national.
Au second tour, André Coent et Claudine Le Bastard (Union de la Gauche) sont élus avec 52,28 % des suffrages exprimés et un taux de participation de 58,05 % (4 612 voix pour 9 705 votants et 16 717 inscrits).

#### Élections de juin 2021
Le premier tour des élections départementales de 2021 est marqué par un très faible taux de participation (33,26 % au niveau national). Dans le canton de Plestin-les-Grèves, ce taux de participation est de 43,15 % (7 328 votants sur 16 981 inscrits) contre 39,37 % au niveau départemental. À l'issue de ce premier tour, deux binômes sont en ballottage : André Coent et Nadine Sallou-Le Guen (DVG, 38,4 %) et Claire Brosseau et Philippe Prigent (DVD, 25,34 %).
Le second tour des élections est marqué une nouvelle fois par une abstention massive équivalente au premier tour. Les taux de participation sont de 34,3 % au niveau national, 40,31 % dans le département et 43,69 % dans le canton de Plestin-les-Grèves. André Coent et Nadine Sallou-Le Guen (DVG) sont élus avec 60,47 % des suffrages exprimés (4 001 voix pour 7 419 votants et 16 981 inscrits),,. 

## Composition

### Composition avant 2015

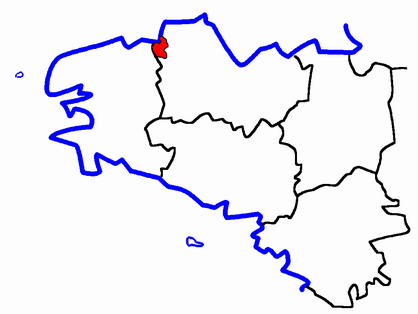
Situation du canton de Plestin-les-Grèves dans le département des Côtes-d'Armor avant 2015.

Le canton de Plestin-les-Grèves regroupait neuf communes.
| Nom                            | Code Insee | Codepostal | Superficie (km2) | Population (dernière pop. légale) | Densité (hab./km2) |
| ------------------------------ | ---------- | ---------- | ---------------- | --------------------------------- | ------------------ |
| Plestin-les-Grèves (chef-lieu) | 22194      | 22310      | 34,52            | 3 660 (2012)                      | 106                |
| Lanvellec                      | 22119      | 22420      | 18,92            | 564 (2012)                        | 30                 |
| Ploumilliau                    | 22226      | 22300      | 34,69            | 2 481 (2012)                      | 72                 |
| Plouzélambre                   | 22235      | 22420      | 7,84             | 227 (2012)                        | 29                 |
| Tréduder                       | 22350      | 22310      | 4,80             | 199 (2012)                        | 41                 |
| Trémel                         | 22366      | 22310      | 11,93            | 431 (2012)                        | 36                 |
| Saint-Michel-en-Grève          | 22319      | 22300      | 4,69             | 465 (2012)                        | 99                 |
| Trédrez-Locquémeau             | 22349      | 22300      | 10,65            | 1 441 (2012)                      | 135                |
| Plufur                         | 22238      | 22310      | 17,50            | 558 (2012)                        | 32                 |

### Composition à partir de 2015
Le canton de Plestin-les-Grèves comprend désormais 17 communes entières.
| Nom                                        | Code Insee | Intercommunalité             | Superficie (km2) | Population (dernière pop. légale) | Densité (hab./km2) | Modifier                                    |
| ------------------------------------------ | ---------- | ---------------------------- | ---------------- | --------------------------------- | ------------------ | ------------------------------------------- |
| Plestin-les-Grèves (bureau centralisateur) | 22194      | CA Lannion-Trégor Communauté | 34,52            | 3 649 (2022)                      | 106                | modifier les données · modifier les données |
| Lanvellec                                  | 22119      | CA Lannion-Trégor Communauté | 18,92            | 602 (2022)                        | 32                 | modifier les données · modifier les données |
| Loguivy-Plougras                           | 22131      | CA Lannion-Trégor Communauté | 47,68            | 788 (2022)                        | 17                 | modifier les données · modifier les données |
| Plouaret                                   | 22207      | CA Lannion-Trégor Communauté | 29,98            | 2 230 (2022)                      | 74                 | modifier les données · modifier les données |
| Ploubezre                                  | 22211      | CA Lannion-Trégor Communauté | 31,14            | 3 741 (2022)                      | 120                | modifier les données · modifier les données |
| Plougras                                   | 22217      | CA Lannion-Trégor Communauté | 26,48            | 428 (2022)                        | 16                 | modifier les données · modifier les données |
| Ploumilliau                                | 22226      | CA Lannion-Trégor Communauté | 34,69            | 2 460 (2022)                      | 71                 | modifier les données · modifier les données |
| Plounérin                                  | 22227      | CA Lannion-Trégor Communauté | 25,89            | 799 (2022)                        | 31                 | modifier les données · modifier les données |
| Plounévez-Moëdec                           | 22228      | CA Lannion-Trégor Communauté | 40,36            | 1 473 (2022)                      | 36                 | modifier les données · modifier les données |
| Plouzélambre                               | 22235      | CA Lannion-Trégor Communauté | 7,84             | 202 (2022)                        | 26                 | modifier les données · modifier les données |
| Plufur                                     | 22238      | CA Lannion-Trégor Communauté | 17,50            | 533 (2022)                        | 30                 | modifier les données · modifier les données |
| Saint-Michel-en-Grève                      | 22319      | CA Lannion-Trégor Communauté | 4,69             | 447 (2022)                        | 95                 | modifier les données · modifier les données |
| Trédrez-Locquémeau                         | 22349      | CA Lannion-Trégor Communauté | 10,65            | 1 468 (2022)                      | 138                | modifier les données · modifier les données |
| Tréduder                                   | 22350      | CA Lannion-Trégor Communauté | 4,80             | 201 (2022)                        | 42                 | modifier les données · modifier les données |
| Trégrom                                    | 22359      | CA Lannion-Trégor Communauté | 16,64            | 447 (2022)                        | 27                 | modifier les données · modifier les données |
| Trémel                                     | 22366      | CA Lannion-Trégor Communauté | 11,93            | 406 (2022)                        | 34                 | modifier les données · modifier les données |
| Le Vieux-Marché                            | 22387      | CA Lannion-Trégor Communauté | 23,13            | 1 276 (2022)                      | 55                 | modifier les données · modifier les données |
| Canton de Plestin-les-Grèves               | 2220       |                              | 386,84           | 21 150 (2022)                     | 55                 | modifier les données                        |

## Démographie

### Démographie avant 2015
| 1962  | 1968  | 1975  | 1982  | 1990  | 1999  | 2006  | 2011   | 2012   |
| ----- | ----- | ----- | ----- | ----- | ----- | ----- | ------ | ------ |
| 8 351 | 8 188 | 8 177 | 8 746 | 8 873 | 9 065 | 9 803 | 10 044 | 10 026 |

### Démographie depuis 2015
En 2022, le canton comptait 21 150 habitants, en évolution de +0,95 % par rapport à 2016 (Côtes-d'Armor : +1,78 %, France hors Mayotte : +2,11 %).
| 2013   | 2018   | 2022   |
| ------ | ------ | ------ |
| 21 025 | 20 947 | 21 150 |